# Пфуллинген
Пфуллинген (нем. Pfullingen) — город в Германии, входит в состав района Ройтлинген в земле Баден-Вюртемберг. 
Подчинён административному округу Тюбинген. Население составляет 18 675 человек (на 31 декабря 2010 года). Занимает площадь 30,12 км². Официальный код  —  08 4 15 059.